# Mygehenget
Mygehenget (norwegisch) ist eine Felswand im ostantarktischen Königin-Maud-Land. Sie ragt am südlichen Ende der Sivorgfjella in der Heimefrontfjella auf.
Wissenschaftler des Norwegischen Polarinstituts benannten sie 1987. Namensgeber sind die Brüder Erling (1906–1977), Peder (1909–1943) und Sverre Myge (1913–1943), kommunistische Widerstandskämpfer gegen die gegen die deutsche Besatzung Norwegens im Zweiten Weltkrieg, von denen Peder und Sverre nach ihrer Inhaftierung von der Gestapo ermordet wurden.